# Overcast
Overcast é uma banda de metalcore de Boston, Massachusetts, sendo uma das bandas icônicas na história do metalcore, no período entre 1989 e 2000 conhecida como a época do Metallic hardcore. Eles permaneceram juntos de Agosto de 1991, até Novembro de 1998, quando eles se separaram depois de uma turnê mediana pelos Estados Unidos. A banda resolveu se separar depois que o primeiro baterista Jay Fitzgerald saiu da banda. Os membros incluem Brian Fair, atualmente vocalista do Shadows Fall; Mike D'Antonio, baixista e membro fundador do Killswitch Engage; Pete Cortese, do supergrupo Seemless; Scott McCooe na guitarra; e Jay Fitzgerald na bateria.

## Reformação/Reunião
Em 2006, a seguinte notícia foi postada no MySpace da banda:
"...Overcast irá re-regravar 10 ou 14 trilhas cássicas de duas músicas que não foram lançadas, para um álbum novo intitulado "Reborn To Kill Again", em maio de 2006. Adam Dutkiewicz foi designado como produtor desta empreitada, e não poderia ficar mais feliz. Teremos uma gravadora - ainda em negociação(mais notícias virão). "

## Afastamento
Em Junho de 2009, o grupo sofreu um segundo afastamento. Ocorreu porque Mike D'antonio e Brian Fair preferiram voltar a sua prioridade principal, o Killswitch Engage e o Shadows Fall.

## Membros
Atuais
- Brian Fair - Vocalista (1991-Atualidade)
- Mike D'Antonio - Baixista (1991-Atualidade)
- Pete Cortese - Guitarrista (1991-Atualidade)
- Scott McCooe - Guitarrista (1994-Atualidade)
- Jay Fitzgerald - Baterista (1991-Atualidade)

Formadores
- Shawn Rounds - Guitarrista (1991-1994)

## Discografia
- Bleed Into One 7" (1992, Exchange Records)
- Expectational Dilution (1994, Endless Fight Records)
  - Remasterizada por Edison Recordings com uma faixa extra, e incluindo versão masterizada de Bleed Into One 7"
- Stirring the Killer 7" (1995, Inner Rage Records)
- Overcast/Arise split 7" (1996, Moo Cow Records 015)
- Begging For Indifference 7" EP/CD (1996, Edison Recordings)
  - A versão CD contém a seguinte faixa: Stirring The Killer 7"
- Fight Ambition to Kill (1997, Edison Recordings)
- Reborn to Kill Again (2008, Metal Blade Records)

### Aparições em Compilações
- East Coast Assault (1992, Too Damn Hype Records)
  - Faixa: "Pure Agony"
- In These Black Days Vol.4 Black Sabbath tribute album (1998, Hydra Head Records)
  - Faixa: "National Acrobat"
- Over the Edge vol 1 (Endless Fight Records)
  - Faixa: "as a whole"
- Metal Massacre XII (1995, Metal Blade Records)
  - Faixa: "Twodegreesbelow"